# Division orientale (Fidji)
Pour les articles homonymes, voir Division orientale.
La région orientale est l'une des quatre régions dans l'organisation administrative fidjienne. La capitale de région se situe à Levuka sur l'île d'Ovalau.

## Provinces
L'île est divisée en trois circonscriptions : 
| Régions          | Province (Yasana) | Roko Tui                 | Superficie (km²) | Population (1996) |
| Région orientale | Kadavu            | Ratu Josateki Nawalowalo | 478              | 9,535             |
| Région orientale | Lau               | Ratu Josefa Basulu       | 487              | 12,211            |
| Région orientale | Lomaiviti         | Ratu Jo Lewanavanua      | 411              | 16,214            |